# زک اشورث
زک اشورث (انگلیسی: Zac Ashworth؛ زادهٔ ۶ سپتامبر ۲۰۰۲) بازیکن فوتبال است.